# Igor Volke
Igor Volke (n. 19 ianuarie 1950, Jõgeva, Regiunea Jõgeva, Estonia – d. 14 noiembrie 2024) a fost un ufolog eston și cercetător al anomaliilor mediului.  
În 1985 a fondat organizația AKRAK (Anomaalsete Keskkonnanähtuste Registreerimise ja Analüüsi Komisjon) în scopul colectării de rapoarte despre fenomene de mediu anormale. 
Volke a absolvit Școala din Tallinn nr. 21 în 1968 și Universitatea de Tehnologie din Tallinn în 1972. A lucrat în departamentul de pompieri din Tallinn în perioada 1970-2000, iar din 2000 a lucrat la Biblioteca Națională a Estoniei ca specialist în domeniul securității muncii. Era căsătorit și avea trei copii.

## Lucrări
- Volke, Igor (1991). UFO-raamat. Perioodika. p. 95. ISBN 9785797904045.
- Volke, Igor (1998). Ufopäevikud. BNS Kirjastus. p. 301. ISBN 9789985883099.[8]

Cartea Ufopäevikud ( UFO Diaries ) constă în mare parte din rapoartele OZN din întreaga lume, începând cu anii 1940, cu secțiuni speciale la sfârșit pentru rapoartele din Estonia și Finlanda. 

## Vezi și
- Listă de ufologi